# Црква Светог Карла Боромејског у Бечу
Црква Светог Карла Боромејског у Бечу је римокатоличка црква на Средишњем бечком гробљу у 11. бечком округу, Симерингу. Црква је грађена од 1908. до 1911. по нацрту архитекте Макса Хегелеа. Црква је посвећена Светом Карлу Боромејском, миланском надбискупу од 1564. до 1584. године и кардиналу римокатоличке цркве. 

## Историјат градње и обнове
Пројектанти Средишњег бечког гробља, архитекте из Франкфурта Карл Јонас Милијус и Алфред Фридрих Блунчли, су још 1870. године предвидели да у центру гробља буде једна црква. Прошле су деценије од отварања гробља 1874. године, све до 1899. године, када је бечка градска управа, као управник гробља, расписала конкурс за изградњу цркве и завршетак изградње гробља. На конкурсу је победио Макс Хегеле са планом градње у стилу сецесије.
Камен темељац за изградњу цркве положио је 11. маја 1908. градоначелник Беча Карл Лугер, а радови су трајали до октобра 1910. Након смрти Карла Лугера у марту 1910. године, град Беч је одлучио да се изгради црква под именом Меморијална црква Карла Луегера. Лугерови остаци, који су привремено сахрањени у породичној гробници, премештени су у црквену крипту испод главног олтара крајем октобра 1910. године. На муралу у горњем делу светилишта, Карл Лугер је приказан како клечи у свом покрову. Дана 16. јуна 1911. године црква је посвећена свецу заштитнику Карлу Боромејском.
За време Другог светског рата купола цркве је уништена запаљивом бомбом; радови на поправци након завршетка рата трајали су до 1950-их година.
Од 1995. до 2000. године црква је потпуно обновљена; трошкови су износили 183 милиона аустријских шилинга. Унутрашња купола, која је тек привремено обновљена после Другог светског рата, враћена је у првобитни облик. Поновно отварање је 27. октобра 2000. обавио градоначелник Беча Михаел Хојпл, а четири дана касније бечки надбискуп кардинал Кристоф Шенборн. У току поновног отварања постављен је нови назив: Гробљанска црква Светог Карла Боромејског.

## Дизајн цркве
Црква се по свом архитектонском и уметничком дизајну може приписати сецесији, али има и елементе египатске архитектуре. Фридрих Ахлајтнер је коментарисао: "У ствари, већ се радило о употреби сецесије декора на позадини дифузног историзма или о адаптацији за суви монументализам који се учврстио у беживотном патосу. Међутим, типологија показује визуелни отпор који представља сопствени квалитет у контексту великих размера."
Постоје дизајнерске паралеле са црквом Штајнхоф коју је дизајнирао Ото Вагнер и која је завршена 1907. године.
Горња црква је око 3 метра изнад нивоа гробља и до ње се долази преко три широка степеништа. Испод је доња црква, која служи као крипта. Изнад портала су приказани парови анђела. На источној и западној страни су насликана четири јеванђелиста: Свети Јован, Свети Лука, Свети Матеј и Свети Марко. Зидни рељеф „Васкрсење Јаирове кћери” дело је Јакоба Грубера.
Рељефи у предворју приказују Изгон Адама и Еве из раја и Жалост за Абелом. Витражи и зидни мозаици цркве су дело Леополда Форстнера, који је, према сопственим нацртима, приказао четворицу јеванђелиста у куполским пандантима и је дизајнирао улазне просторе у бочне капеле. Сликар Ханс Зацка насликао је приказ Страшног суда изнад главног олтара.
Уместо бројева, слова су причвршћена за бројчанике сатова на кули, која кад се читају у смеру казаљке на сату од 1 до 11 – приказују латинску фразу ТЕМПУС ФУГИТ („Време лети“).

## Фотографије
- Олтар
- Десни трансепт
- Леви трансепт
- Витраж Леополда Форстнера
- Доња црква са 44 гробнице
- Улаз у цркву
- Сат са натписом Tempus Fugit
- Мозаик са мотивом Искушења
- Рад Теодора Куена у керамици

 Медији везани за чланак Црква Светог Карла Боромејског у Бечу на Викимедијиној остави